# バラカ (マラウイ)
バラカはマラウイ南部州にあり、バラカ県の中心都市である。2008年時点の国勢調査によれば、都市の人口は24052人であった。バラカ県が成立する以前はマチンガ県の都市であり、ボマ（boma）と呼ばれていた。

## 交通

### 鉄道
この都市にはマラウイ鉄道の駅があり、ブランタイヤやリロングウェへ電車で行くことが可能である。